# Maxim Dadashev
Maxim Kaibkhanovich Dadashev (30 de septiembre de 1990-23 de julio de 2019) fue un boxeador ruso. Compitió en la división de peso wélter ligero (63.5 kg) y participó en los Juegos Europeos 2015.

## Trayectoria
Fue un campeón aficionado ruso. Nació en Leningrado, Unión Soviética. Ganó el título vacante superligero de la NABF en junio de 2018.
El 19 de julio de 2019, Dadashev perdió ante su oponente Subriel Matías en el MGM National Harbor en Oxon Hill, Maryland. Al terminar el combate, Dadashev se cayó. Fue sometido a una cirugía cerebral y se colocó en coma inducido médicamente. Finalmente, murió a causa de sus heridas el 23 de julio en un hospital de Cheverly, Maryland, a la edad de 28 años.